# Stradonice (Peruc)
Stradonice jsou vesnice, část městyse Peruc v okrese Louny. Nachází se asi čtyři kilometry severně od Peruce. Na jižním okraji obce se nachází přírodní památka Štola Stradonice a přírodní památka V hlubokém. Stradonice leží v katastrálním území Stradonice u Pátku o rozloze 5,87 km².

## Název
Název vesnice je odvozen ze jména Stradoma ve významu ves lidí Stradomových. Později došlo k záměně písmene „m“ za „n“. V historických pramenech se název vyskytuje ve tvarech: Stradomicz (1374), Stradonicz (1410), Stradomicz (1410), Stradomnicze (1454), Stradonicze (1543) nebo Stradonicze (1614).

## Historie
První písemná zmínka o vesnici pochází z roku 1374.
Podle listiny z roku 1374, obsažené v urbáři Strahovského kláštera z roku 1410 byl počet sídelních jednotek 38. Žilo v nich žilo dvacet devět sedláků, osm domkářů a jeden pastýř. V průběhu času se počet osedlých i sídelních jednotek snížil. V roce 1654 vesnice měla 33 sídelních jednotek a z nich bylo dvacet jedna pustých. V roce 1713 byly osazeny jen dva domky. Více než půl století pak trvalo, než vesnice znovu ožila. V roce 1785 bylo osazeno již osmnáct usedlostí a v roce 1841 ještě o sedmnáct víc.

## Obyvatelstvo
|                                                                             | 1869 | 1880 | 1890 | 1900 | 1910 | 1921 | 1930 | 1950 | 1961 | 1970 | 1980 | 1991 | 2001 | 2011 | 2021 |
| --------------------------------------------------------------------------- | ---- | ---- | ---- | ---- | ---- | ---- | ---- | ---- | ---- | ---- | ---- | ---- | ---- | ---- | ---- |
| Obyvatelé                                                                   | 436  | 458  | 479  | 488  | 539  | 527  | 549  | 424  | 391  | 297  | 265  | 239  | 202  | 203  | 227  |
| Domy                                                                        | 71   | 74   | 83   | 88   | 93   | 99   | 115  | 129  | —    | 105  | 104  | 114  | 116  | 121  |      |
| Počet domů z roku 1961 je zahrnut v celkovém počtu domů místní části Pátek. |      |      |      |      |      |      |      |      |      |      |      |      |      |      |      |

## Pamětihodnosti
Východně od obce, na vyvýšenině zvané Na Valech, v nadmořské výšce 291 metrů nad mořem, byla zásluhou stradonického klubu žen postavena v roce 2009 rozhledna Stradonka. Stojí na místě někdejšího keltského stradonického hradiště, čemuž odpovídá i její podoba. Její výška je 6 metrů. Vyhlídková plošina, přístupná po žebříku, je ve výšce 2,35 metrů. Slavnostně byla otevřena 18. července 2009 a náklady na její stavbu dosáhly 400 tisíc korun. 

## Osobnosti
- Karel Holub (1830–1903), puškař [10]
- Miroslav Klapka (1881–1953), strojní inženýr [11]
- Jaroslav Herkloc (1891–1943), voják
- Markéta Kynclová, restaurátorka a výtvarnice

## Galerie

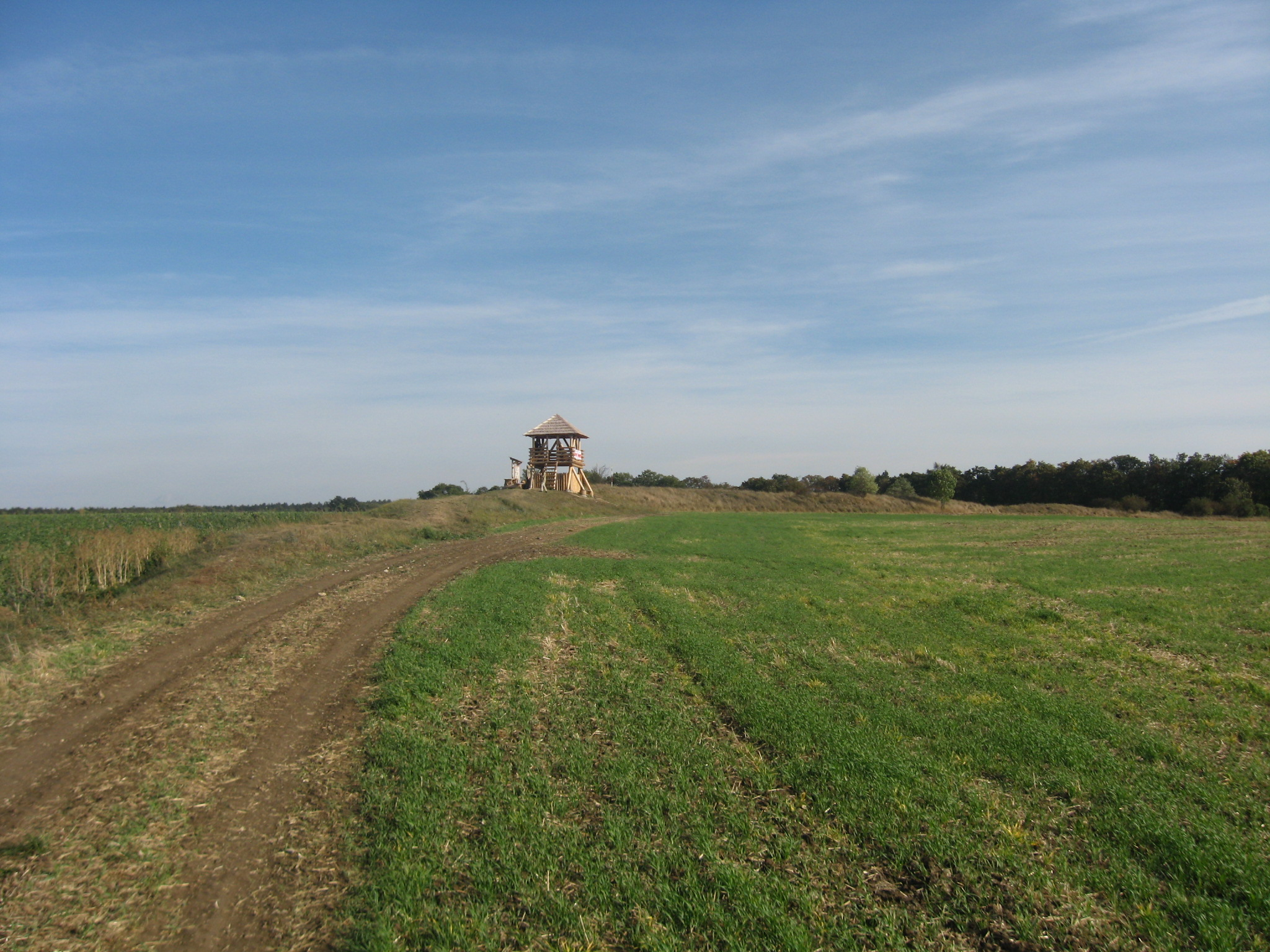
Hradiště s rozhlednou
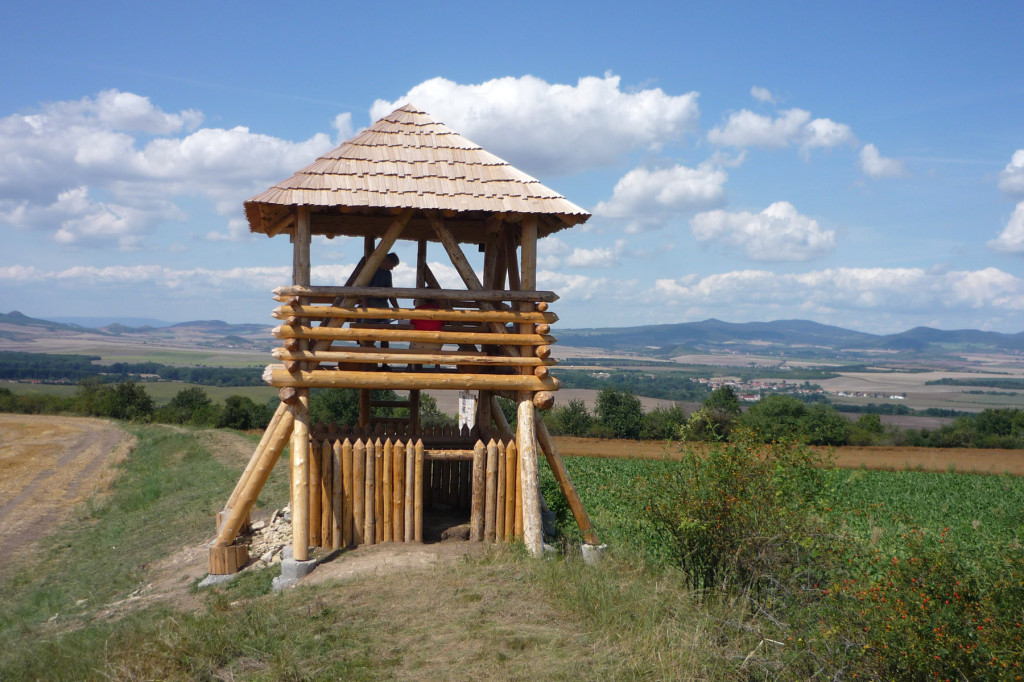
Rozhledna Stradonka na hradišti
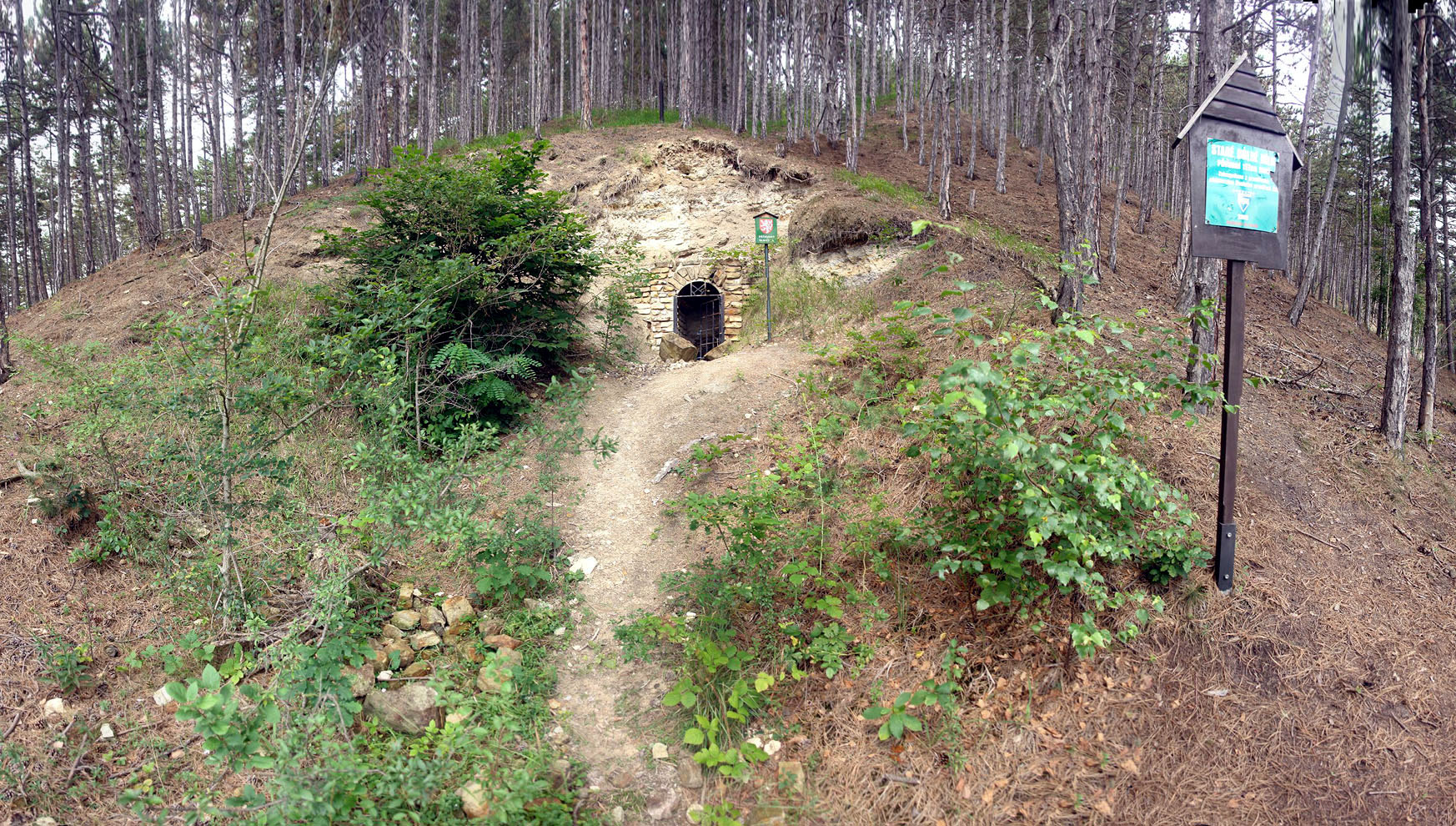
Vchod do štoly u Stradonic